# Functieruimte
In de wiskunde is een functieruimte een verzameling van een bepaalde soort functies van een verzameling {\displaystyle X} naar een verzameling {\displaystyle Y}. Het wordt een ruimte genoemd, omdat het in vele toepassingen, een topologische ruimte, een vectorruimte of beide is. 

## Voorbeelden
Functieruimten komen in verschillende deelgebieden van de wiskunde voor:
- In de verzamelingenleer kan de machtsverzameling van een verzameling {\displaystyle X} worden geïdentificeerd met de verzameling van alle functies van {\displaystyle X} naar het interval {\displaystyle (0,1)}, weergegeven door {\displaystyle 2^{X}}. Meer in het algemeen wordt de verzameling van functies {\displaystyle X\to Y} aangeduid door {\displaystyle Y^{X}}.

- In de lineaire algebra is de verzameling van alle lineaire transformaties van een vectorruimte {\displaystyle V} naar een andere vectorruimte {\displaystyle W}, over hetzelfde lichaam/veld, zelf eveneens een vectorruimte. Dit geldt ook voor verzamelingen van functies van een verzameling {\displaystyle V} naar een vectorruimte {\displaystyle W}, mits de verzameling functies gesloten is ten aanzien van optelling en scalaire vermenigvuldiging. Het kan bijvoorbeeld gaan om de {\displaystyle n}-dimensionale ruimte van polynomen tot en met graad {\displaystyle n-1}, of de aftelbaar-oneindigdimensionale ruimte van alle polynomen, of de overaftelbaardimensionale ruimte van alle reële functies, steeds op een vast reëel interval of de hele reële ruimte.

- In de functionaalanalyse geldt hetzelfde voor continue lineaire transformaties, waaronder topologieën op vectorruimten in het bovenstaande, en veel van de belangrijkste voorbeelden zijn functieruimten die een topologie met zich mee dragen; onder de meest bekende voorbeelden zijn onder meer de hilbertruimten en de banachruimten.

- In de functionaalanalyse wordt de verzameling van alle functies van de natuurlijke getallen naar een verzameling {\displaystyle X} een rijruimte genoemd. De rijruimte bestaat uit de verzameling van alle mogelijke rijen van elementen van {\displaystyle X}.